# Douglas Meakin
Albert Douglas Meakin (Liverpool, 17 marzo 1945) è un musicista e cantante britannico.

## Biografia
Compagno di scuola di Ringo Starr, tra il 1966 e il 1970 è componente del gruppo beat The Motowns, con cui realizza due album e dieci singoli. Come i Beatles anche i Motowns erano esponenti del mersey beat. I Motowns si stabilirono in Italia durante un tour e Albert Douglas divenne un apprezzato musicista di studio, collaborando tra gli altri con Ennio Morricone. Ha composto brani per le colonne sonore di programmi televisivi e pellicole cinematografiche firmandole come Douglas Meakin.
Nel 1979 ha composto con Mike Fraser e Aldo Tamborelli la canzone Tarzan Tarzan per Elisabetta Viviani. Ha fondato poi il gruppo Superobots, componendo sigle per cartoni animati pubblicati con l'etichetta RCA. Nel 1980 insieme a Mike Fraser fonda il gruppo Rocking Horse. Ha fondato o è stato membro anche di altri gruppi: Crazy Gang, Easy Going, Superband, Tortuga, Traks.
Douglas Meakin ha dato la voce per i cori di All'età della pietra interpretata da Sarah & Co. (Massimo Cantini - coro, Sara Kappa/Sara Cappa - voce, Douglas Meakin - coro, Massimo Cantini - musica, Lucio Macchiarella - testo), Megalosingers (Flavio Carraresi - musica, Carlo Rossi e Angelo Rotunno - musica) per le sigle I-Zenborg/Megaloman e I Drago (Claudia Amiro, Douglas Meakin e Aldo Tamborrelli alla voce, testi di Paolo Dossena, musiche di Aldo Tamborrelli) per le sigle di Ginguiser/Guyslugger.
Nel 1983 ha composto In The Middle of All That Trouble Again, usata come musica dei titoli per il film Nati con la camicia con Terence Hill e Bud Spencer
Tra la metà degli anni ottanta e la fine del decennio, è stato coautore di alcuni brani del cantante Mike Francis.

## Discografia (parziale)

### Discografia con The Motowns

#### 33 giri
- 1967 - Sì, proprio i Motowns (RCA Italiana, serie Special S-14)
- 1971 - I Motowns (Cinevox MDF 33148)

#### 45 giri
- 1966 - Prendi la chitarra e vai/Per quanto io ci provi (RCA Italiana)
- 1967 - Prendi la chitarra e vai/Una come lei (RCA Italiana)
- 1967 - Sagamafina/Mr. Jones (RCA Italiana)
- 1968 - Dentro la fontana/In un villaggio (Durium)
- 1968 - Fuoco/In the Morning (Durium)
- 1969 - Dai vieni giù/ (Lato B: altro artista - ed. per juke box (Durium)
- 1969 - Sogno, Sogno, Sogno/Hello To Mary (Durium)
- 1970 - Na Na Hey Hey Kiss Him Goodbye/In the Morning (Durium)
- 1970 - Lassù/Sai forse ti amerò (Carosello)
- 1970 - Una moglie - Un corpo per l'amore (brani inseriti in colonna sonora del film Mia moglie, un corpo per l'amore, 1972, Cinevox)
- 1972 - Fire (Durium)

### Discografia come solista

#### Singoli
- 1974 - Do You Remember?
- 1974 - If You Ever Change Your Mind/Juke Box
- 1978 - Stagger Lee
- 1986 - Come And Go/Walitin On The Ed

#### Partecipazioni
- 1976 - AA. VV. 10 Succéss to Chuck Berry
- 1976 - AA. VV. Wild Rockin': Strings, Licks & Things
- 1976 - AA. VV. Les folles années du rock
- 1979 - AA. VV. I'm Just A Rock 'n' Roller

### Discografia con I Fichissimi del Gruppo Clown

#### Singoli
- 1982 - We Are The Best/Giulietta e Romeo (con Detto Mariano)

### Discografia con i Superobots

#### Superobots/Superband/Megalonsingers
- 1979 - Noi supereroi (split single - lato A accreditato a Superband, lato B di Umberto Decimo)
- 1979 - Il grande Mazinger/Jeeg Robot
- 1979 - Ken Falco/Guerre fra galassie
- 1980 - Grand Prix e il campionissimo/Daltanious
- 1981 - Fantaman/La forza del bene (accreditato a Superband)
- 1981 - La spada di King Arthur/Blue Noah (split single - lato A de I Cavalieri del Re, lato b dei Superobots)
- 1981 - Supercar Gattiger/Mysha (split single - lato A dei Superobots con I Fratelli Balestra, lato B dei Rocking Horse)
- 1981 - Trider G7/Tamagon risolvetutto (split single - lato A dei Superobots, lato B di Sara Kappa)
- 1981 - Koseidon/Starzinger (Lato A e Lato B dei Superobots con i Fratelli Balestra)
- 1981 - I-Zenborg/Megaloman (attribuito ai Megalonsingers)
- 1981 - Gordian/UFO Diapolon
- 1982 - Babil Junior/Lalabel (split single - lato A dei Superobots, lato B dei Rocking Horse)
- 1984 - All'età della pietra/Superobot 28 (split single - lato A di Sarah & Co. con i Rocking Horse, lato B dei Superobots)
- 2012 - Ginguiser/Guyslugger (singolo registrato nel 1981 - accreditato a I Drago)
- 2013 - Fly Ferrari Fly (singolo digitale)
- 2019 - Tu sei amico mio/Tu sei amico mio (base con cori)

### Discografia con i Rocking Horse
- 1980 - Candy Candy/Lucy (lato b dei Rocking Horse con Stefano Senesi)
- 1981 - Lulù/Toriton
- 1981 - Supercar Gattiger/Mysha (split single - lato A dei Superobots con I Fratelli Balestra, lato B dei Rocking Horse)
- 1982 - Sampei/Super Dog Black
- 1982 - Sam, Il ragazzo del west/Mimi e le ragazze della pallavolo (split single - lato A di Nico Fidenco, lato B di Georgia Lepore con i Rocking Horse)
- 1982 - Babil Junior/Lalabel (split single - lato A dei Superobots, lato B dei Rocking Horse)
- 1983 - Corri come il vento Kiko/Forza Sugar!
- 1983 - Il Dr. Slump ed Arale/Pat, la ragazza del baseball (split single - lato A dei Rocking Horse, lato B de Le Mele Verdi di Mitzi Amoroso)
- 1983 - Tyltyl, Mytyl e l'uccellino azzurro/La ballata di Fiorellino (split single - lato A di Georgia Lepore con i Rocking Horse, lato B de I Cavalieri del Re)
- 2013 - Il fantastico ranch del Picchio Giallo/L'isola del tesoro (registrato nel 1981 - "L'isola del tesoro" è la versione originale del brano poi rielaborato come "Il Dr. Slump e Arale")
- 2017 - Zum il delfino bianco
- 2017 - Jeanie dai lunghi capelli
- 2017 - Isabelle de Paris
- 2018 - Julie rosa di bosco
- 2020 - Notte magica (singolo registrato nel 1995 - accreditato a Douglas Meakin con il Coro "Piccole Voci" di Angelo Di Mario)

### Discografia con i Superband

#### Singoli
- 1981 - Fantaman/La forza del bene